# Studio total
Studio Total var en reklambyrå grundad i Malmö. Byrån drevs av kusinerna Tomas Bergkvist och Per Eriksson. Byråns verksamhet uppmärksammades för ett antal politiska kampanjer, såsom nallebjörnsutsläpp över Minsk, en sexskola och Feministiskt Initiativs valkampanj inför riksdagsvalet 2010.   Byrån gick i likvidation, som avslutades 19 augusti 2016.

## Uppmärksammade kampanjer
- 2005: Det fiktiva partiet Kulturpartiet var en kampanj för Riksteatern.[5]
- 2010: Uppeldningen av 100 000 kronor för Feministiskt Initiativ som en del i partiets riksdagsvalskampanj.[6]
- 2011: Austrian International School of Sex (AISOS), en nystartad sexskola i Österrike med Ylva Maria Thompson som rektor.[3]
- 2012: En kampanj där de släppte ned nallebjörnar över Minsk i Vitryssland.[7][1] Kampanjen ledde till en diplomatisk kris mellan Sverige och Vitryssland.[8][1]